# باتريس تونغا
باتريس تونغا (بالفرنسية: Patrice Tonga)‏ (بالروسية: Тонга, Патрис)‏ هو لاعب كرة قدم روسي وكاميروني في مركز الدفاع، ولد في 2 سبتمبر 1975 في دوالا في الكاميرون. شارك مع منتخب الكاميرون تحت 20 سنة لكرة القدم. أما مع النوادي، فقد لعب مع نادي دينامو الداغستاني ونادي كوبان كراسنودار.